# Air New Orleans
Air New Orleans — бывшая авиакомпания США, создававшаяся как региональный авиаперевозчик для коммерческих перевозок в штатах юго-восточной части страны. Авиакомпания работала в качестве независимого перевозчика в период с 1981 по 1988 годы.

## История
Штаб-квартира авиакомпании, первоначально и несмотря на своё название, находилась в городе Панама (Флорида), а некоторые сервисные подразделения располагались в Новом Орлеане. В 1986 году Air New Orleans перенесла штаб-квартиру в Бирмингем (Алабама), где она находилась вплоть до закрытия авиакомпании.
В июне 1986 года Air New Orleans заключила партнёрское соглашение с магистральной авиакомпанией Continental Airlines, по которому начала выполнять регулярные рейсы под торговой маркой (брендом) Continental Express из Международного аэропорта имени Луи Армстронга в Новом Орлеане. В январе 1988 года Air New Orleans объявила себя банкротом, воспользовавшись положениями Главы 11 Кодекса США о банкротстве и 17 июня 1988 года полностью прекратила операционную деятельность.

## Флот
- Beechcraft C-99 — 8 единиц,
- Piper commuter aircraft — 5 единиц,
- Short 360 — 4 единицы.

## Авиационные происшествия и несчастные случаи
- 26 мая 1987 года, рейс 2962 авиакомпании Air New Orleans под брендом Continental Express, самолёт British Aerospace Jetstream 31, регистрационный номер N331CY. Сразу после взлёта из Международного аэропорта имени Луи Армстронга совершил аварийную посадку на восьмиполосную автомагистраль. Двое человек на земле были ранены, из 11 пассажиров на борту никто серьёзно не пострадал[4]. Причиной инцидента стала ошибка пилота самолёта[5].

## Направления полётов
- Луизиана
  - Новый Орлеан — Международный аэропорт имени Луи Армстронга — хаб[6]
  - Лафейетт — Региональный аэропорт Лафайетт
  - Лейк-Чарльз — Региональный аэропорт Лейк-Чарльз

- Миссисипи
  - Билокси/Галфпорт — Международный аэропорт Билокси-Галфпорт
  - Хатисберг/Лорел — Региональный аэропорт Хатисберг-Лоурел

- Алабама
  - Бирмингем — Международный аэропорт Бирмингем-Шаттлсворт
  - Масл-Шолс — Региональный аэропорт Северо-западной Алабамы
  - Хантсвилл/Декейтер — Международный аэропорт Хантсвилл
  - Мобил/Паскагула — Региональный аэропорт Мобил
  - Монгомери — Региональный аэропорт Монтгомери

- Флорида

- - Форт-Лодердейл/Голливуд — Международный аэропорт Форт-Лодердейл/Голливуд
  - Форт-Майерс — Международный аэропорт Юго-Западная Флорида
  - Джэксонвилл — Международный аэропорт Джэксонвилл
  - Майами — Международный аэропорт Майами
  - Орландо — Международный аэропорт Орландо
  - Панама-Сити — Международный аэропорт Панама-Сити и округа Бэй
  - Пенсакола — Региональный аэропорт Пенсаколы
  - Сарасота/Брейдентон — Международный аэропорт Сарасота-Брейдентон
  - Таллахасси — Региональный аэропорт Таллахасси
  - Тампа/Сент-Питерсберг/Клирвотер — Международный аэропорт Тампа
  - Уэст-Палм-Бич — Международный аэропорт Уэст-Палм-Бич

- Техас
  - Даллас/Форт-Уэрт — Международный аэропорт Даллас/Форт-Уэрт
  - Хьюстон — Международный аэропорт Хьюстон Интерконтинентал